# 유류잔

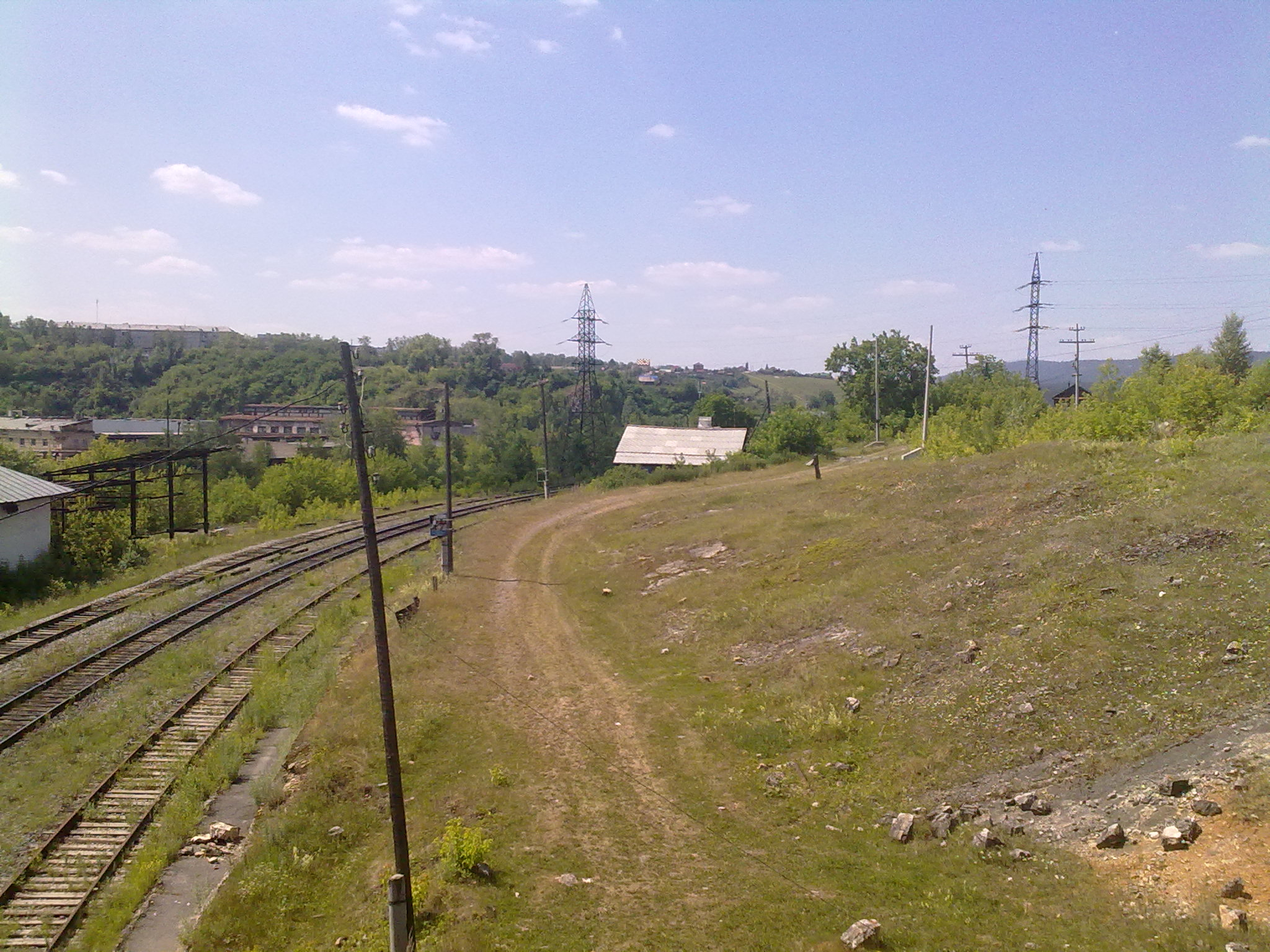

유류잔(러시아어: Юрюза́нь은 러시아 첼랴빈스크주 카타프이바놉스키군에 위치한 도시로, 우파강의 좌측 지류인 유류잔강 위에 자리잡고 있다. 주도 첼랴빈스크 시에서 254km 떨어져 있다. 인구는 2010년 조사 기준 12,571명.
도시의 경제는 냉장고를 생산하는 대규모 공장을 중심으로 돌아간다.